# البريجة (بلنسية)
البُرَيجة أو البُرجَة هي بلدة وبلدية مقاطعة بلنسية في إسبانيا تقع بالقرب من مدينة بلنسية.